# Elisabetta Biavaschi
Elisabetta Biavaschi (ur. 26 czerwca 1973 w Chiavennie) – włoska narciarka alpejska.

## Kariera
W zawodach Pucharu Świata zadebiutowała 9 stycznia 1994 roku w Altenmarkt, gdzie zajęła 26. miejsce w slalomie. Tym samym już w debiucie zdobyła pierwsze punkty. Na podium zawodów tego cyklu jedyny raz stanęła 19 marca 2000 roku w Bormio, kończąc rywalizację w tej samej konkurencji na trzeciej pozycji. W zawodach tych wyprzedziły ją jedynie Kristina Koznick z USA Szwedka Anja Pärson. W pozostałych startach jeszcze dwa razy była blisko podium: 15 stycznia 1995 roku w Garmisch-Partenkirchen i 22 grudnia 1995 roku w Veysonnaz zajmowała czwartą pozycję w slalomie. W sezonie 1999/2000 zajęła 45. miejsce w klasyfikacji generalnej, a w klasyfikacji slalomu była dwunasta.
Wystartowała w slalomie na igrzyskach olimpijskich w Nagano w 1998 roku, ale nie ukończyła rywalizacji. Podczas rozgrywanych dwa lata wcześniej mistrzostw świata w Sierra Nevada zajęła dwunastą pozycję w slalomie, a na mistrzostwach świata w Sestriere rok później w tej samej konkurencji była dziewiąta.

## Osiągnięcia

### Igrzyska olimpijskie
| Miejsce | Dzień     | Rok  | Miejscowość | Konkurencja | Czas biegu | Strata | Zwyciężczyni |
| ------- | --------- | ---- | ----------- | ----------- | ---------- | ------ | ------------ |
| DNF1    | 19 lutego | 1998 | Nagano      | Slalom      | 1:32,40    | -      | Hilde Gerg   |

### Mistrzostwa świata
| Miejsce | Dzień     | Rok  | Miejscowość   | Konkurencja | Czas biegu | Strata | Zwyciężczyni       |
| ------- | --------- | ---- | ------------- | ----------- | ---------- | ------ | ------------------ |
| 12.     | 24 lutego | 1996 | Sierra Nevada | Slalom      | 1:31,46    | +2,75  | Pernilla Wiberg    |
| 9.      | 5 lutego  | 1997 | Sestriere     | Slalom      | 1:43,88    | +2,33  | Deborah Compagnoni |
| DNF1    | 7 lutego  | 2001 | Sankt Anton   | Slalom      | 1:32,95    | -      | Anja Pärson        |

### Puchar Świata

#### Miejsca w klasyfikacji generalnej
- sezon 1993/1994: 120.
- sezon 1994/1995: 66.
- sezon 1995/1996: 58.
- sezon 1996/1997: 77.
- sezon 1997/1998: 50.
- sezon 1998/1999: 96.
- sezon 1999/2000: 45.
- sezon 2000/2001: 77.
- sezon 2001/2002: 72.

#### Miejsca na podium
1. Bormio – 19 marca 2000 (slalom) – 3. miejsce